# Jessie J
Jessica Ellen Cornish, artisticamente conhecida como Jessie J, (Londres, 27 de março de 1988) é uma cantora e compositora britânica. Antes de alcançar a fama, Jessie já havia ganho notoriedade na indústria da música por escrever canções de sucesso para artistas como  Miley Cyrus, Rihanna, Justin Timberlake e Chris Brown, ainda quando era contratada da Sony/ATV Music Publishing. Assinou com a gravadora Island Records, subsidiária da Universal Music Group em 2009, tendo lançado seu álbum de estreia, Who You Are, em fevereiro de 2011. Aclamado pela crítica e pelo público, o álbum atingiu a 2ª posição da UK Albums Chart, do Reino Unido, como a melhor e o Top 10 em diversos países mundialmente, incluindo a Austrália, Suíça, Estados Unidos, Canadá e Irlanda.
Seguindo por outras vertentes de sua carreira, foi jurada e mentora do reality show musical The Voice UK. Citando diversos importantes nomes da música mundial como influências, Jessie é reconhecida por um estilo musical não convencional e desempenho artístico que mistura sua voz típica de cantoras do estilo soul com R&B contemporâneo, pop e hip hop. Desde que alcançou o estrelato internacional, a cantora já recebeu dezenas de prêmios e indicações em reconhecimento à sua contribuição para o mundo da música, incluindo o Critics Choice do Brit Awards de 2011 e o Sound of 2011 da rede de TV britânica BBC. Até  outubro de 2015, Jessie já vendeu a soma de 10 milhões de álbuns e mais de 20 milhões de singles mundialmente. Conta com um património de US$30 milhões de dólares.

## Biografia
Jessica Ellen Cornish nasceu no distrito londrino de Redbridge, na Inglaterra, em 27 de março de 1988. Educada na Mayfield High School, frequentou também a Colin's Performing Arts School e com onze anos estava no elenco para a produção de Andrew Lloyd Webber, Whistle Down the Wind em West End. Jessie tem duas irmãs, que são cinco e sete anos mais velhas que ela.
Ao contrário de suas irmãs, Jessie afirmou que o que fazia "nunca estava realmente tão bom". Ela diz que sempre foi boa em cantar e que era a sua paixão. No entanto, aos 11 anos, ela foi expulsa do coral de sua escola, por cantar muito alto; Com 16 anos, começou a estudar na "BRIT School", e aos 17 formou com outras duas amigas o grupo vocal "Soul Deep".
Jessie J tem um batimento cardíaco irregular desde os seus 2 anos, e sofreu um pequeno AVC aos 18. Como resultado disso, ela não bebe álcool nem fuma. Jessie disse: "Aos 11 eu fui diagnosticada com um batimento cardíaco irregular; eu tinha fios colocados no meu ombro, virilha e coração para tentar pô-lo a um ritmo normal, mas não deu resultado. Então, aos 18 anos, eu sofri... um pequeno ataque. Foi assustador, mas eu estou bem agora. Ter uma má saúde fez-me perceber que não se pode tomar nada como garantido e que devo cuidar do meu corpo."
No início de 2011, ela teve um ataque de pânico em palco, depois de ter sido forçada a se apresentar no escuro. "Eu dei um concerto recentemente e tive um ataque de pânico no palco", disse ela sobre o ocorrido à revista NOW. "A noite era chamada de 'Black Out', e eu tinha que atuar no escuro. Pedi a produção para acender as luzes mas eles não acenderam. Eu estava no palco no escuro e, como eu não conseguia ver nada, comecei a entrar em pânico. Foi horrível". Em 12 de junho de 2011, Jessie quebrou o pé enquanto ensaiava para o Summertime Ball, precisando passar por uma cirurgia de transplante de alguns ossos. Durante o processo de recuperação ela continuou a se apresentar, agora sentada numa cadeira e com o gesso do pé enfeitado. Os videocliples das músicas "Who's Laughing Now" e "Who You Are", por exemplo, lançados em agosto e setembro de 2011, respectivamente, foram gravados neste período, por isso ela aparece sentada.

## Carreira

### 2006–2009: Primeiros anos
Jessie J assinou com a Gut Records, gravando um álbum para a gravadora, mas a empresa faliu antes que qualquer material fosse lançado. Jessie, então, encontrou o sucesso como compositora, ganhando um contrato com a Sony ATV. Jessie J foi também backing vocal de Cyndi Lauper durante os concertos de Lauper no Reino Unido da sua turnê de 2008, Bring Ya To The Brink Tour. Jessie chamou a atenção da Lava Records em 2008, quando a sua produtora na Sony ATV, Rich Christina, enviou ao presidente da Lava Records, Jason Flom, um link para sua página do Myspace, em que mostrava Jessie cantando, o que impressionou Flom. Logo depois disso, a Lava Records foi perspicaz e quis assinar com Jessie, juntamente com  várias outras gravadoras subsidiárias interessadas na artista. Mais tarde nesse ano, houve uma mudança na direção da Crown Music, o que permitiu o avanço das negociações do contrato de gravação. Jessie acabou por assinar com a Lava Records em parceria com a Universal Republic, subsidiária da Universal Music Group.
Jessie começou a gravar seu primeiro álbum de estúdio por volta de 2006. Em 2011, no Twitter, Jessie confirmou que o álbum levou muito tempo para ser concebido e estava finalmente completo depois de seis anos, em 19 de Janeiro de 2011 Enquanto o álbum estava em andamento, confirmou que "Big White Room" seria incluído no álbum. Revelou que esta canção foi escrita por ela quando tinha apenas 10 anos de idade, num hospital, onde um companheiro de sala dela, um menino, morreu. A faixa título do álbum, "Who You Are" é uma das criações que Jessie J mais se orgulha, dizendo que a música é um "modelo positivo para os jovens" e diz que: "Eu digo sempre que eu sou meio-artista, meio-terapeuta";

### 2010–2012:Who You Are

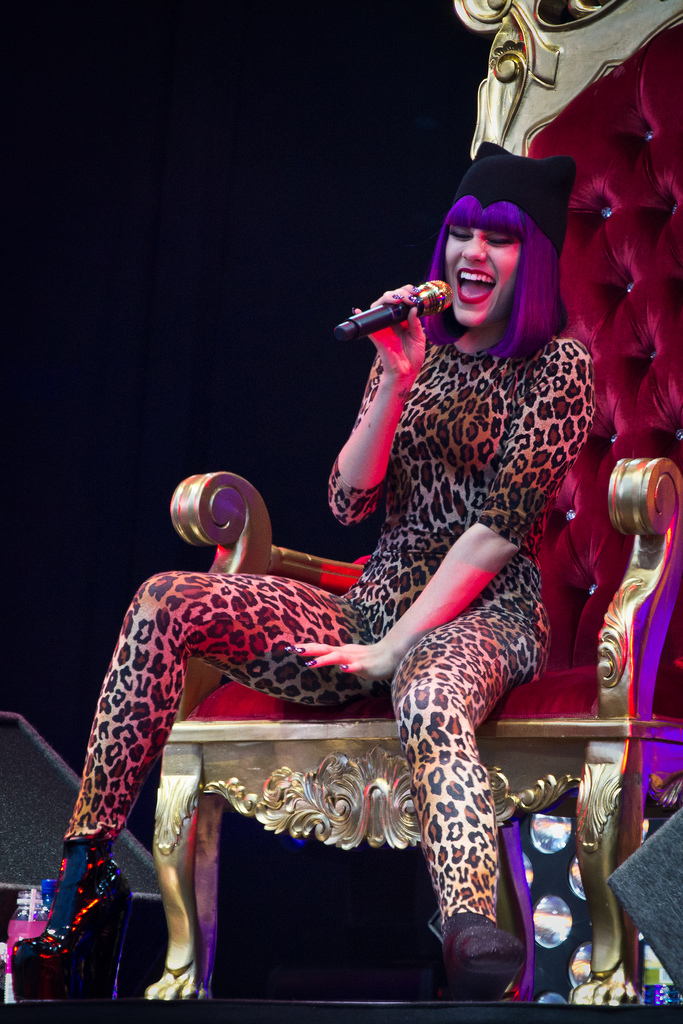
Jessica apresentando-se em 2011.

No final de 2010, Jessie J lançou seu primeiro single, "Do It Like a Dude", que foi co-escrito com George Astasio, Pebworth Jason, Jon Shave, Abrahams e Kyle Ighile Peter. Originalmente, escreveu a música com Rihanna em mente pois "Rude Boy" tinha sido lançado na época, em parte, inspirando a canção. Enviou então a canção para a gravadora da cantora caribenha, a Island Records, antes de enviá-lo para Rihanna. Em seguida, a Island Records insistiu que a canção deveria se tornar o primeiro single da carreira de Jessie J, uma vez que eles acharam a música "incrível" Jessie J manifestou o seu desejo em cantar a música com Rihanna algum dia. O single ganhou recepção positiva da crítica. O single alcançou o número dois das tabelas de singles do Reino Unido, sendo afastado do 1º Lugar por Bruno Mars com "Grenade". O seu segundo single "Price Tag" foi lançado no final de Janeiro de 2011. Este foi escrito pela própria Jessie J, por Lukasz Gottwald, por Claude Kelly, e por Bobby Ray Simmons Jr. Após o lançamento, o single foi directo para o topo das tabelas. Manteve-se no número um durante duas semanas. "Price Tag" foi lançado nos Estados Unidos a 1 de Fevereiro de 2011. O single, desde então, atingiu o nº 23 na Billboard Hot 100. O single, desde então, alcançou o número um na Nova Zelândia e na Irlanda. A sua primeira aparição na televisão norte-americana foi como convidado musical no episódio de 12 de Março de 2011 do Saturday Night Live da NBC.

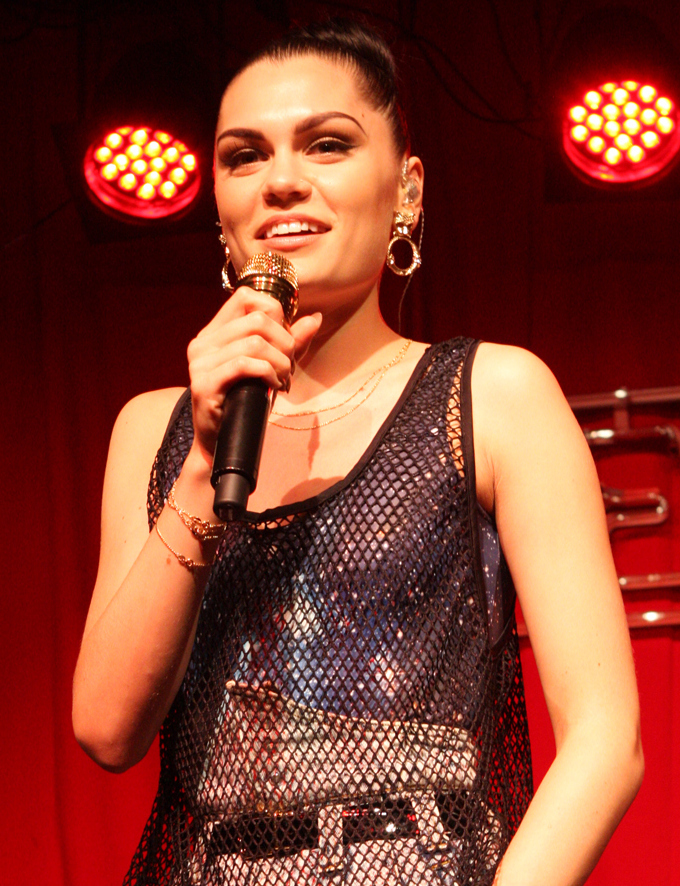
Jessie J em Sydney na Austrália no ano de 2012.

A 25 de Fevereiro de 2011, o seu álbum de estreia, Who You Are, foi lançado. Devido à alta demanda e interesse dos fãs pelo álbum, a data de lançamento foi antecipada um mês, sendo 28 de Março de 2011 a sua data de lançamento original O álbum entrou nos tops a 6 de Março de 2011, onde no número dois na UK Singles Chart. O álbum ficou na primeira posição das tabelas de singles, em vários países. No entanto, o álbum perdeu o Top 10 por uma posição em Abril de 2011, quando ficou no 11º lugar nos Estados Unidos. Com o sucesso de Who You Are na América do Norte, Jessie J saiu em digressão como banda de abertura de Katy Perry na turnê de 2011, California Dreams Tour. 
Após o lançamento, passou a lançar um terceiro single do álbum, "Nobody's Perfect", que rotulou como uma das suas canções favoritas no álbum. A MTV informou que o single é, até agora, apenas confirmado para lançamento no Reino Unido. Jessie J falou sobre a música e disse que "É uma das canções mais honestas e cruas do álbum ... Sempre que a canto, revivo o momento que escrevi sobre. Acho que é importante expor as nossas falhas na música, bem como os nossos aspectos positivos. Como se diz, ninguém é perfeito e eu definitivamente não sou!" No Festival de Glastonbury de 2011, Jessie J cantou "Price Tag"com uma jovem da plateia chamada Shae White. Shae apareceu numa audição do Britain's Got Talent depois de receber muitos elogios da imprensa, incluindo da apresentadora da BBC Radio 2, Jo Wiley.
Jessie J participou do MTV Video Music Awards de 2011, apresentando muitas de suas músicas durante os intervalos comerciais.
David Guetta teria adiado o lançamento de seu álbum quando teve de Jessie J uma oferta de colaboração de última hora. "O álbum não pode ficar sem esta faixa" disse David Guetta sobre a música onde colaboram "Repeat". Em 2012 fez uma participação na Cerimônia de encerramento dos jogos olimpímpicos de Londres cantando o sucesso da banda Queen We will Rock You com o guitarrista Brian May e o baterista Roger Taylor.

### 2013–2016:Alive e Sweet Talker

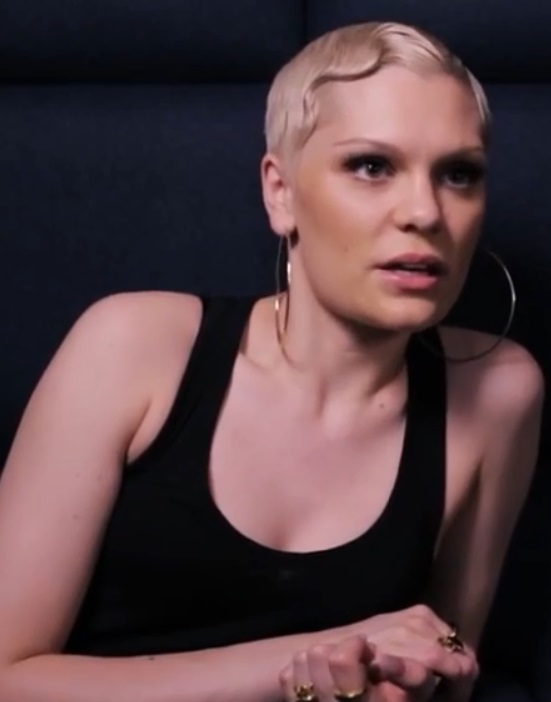
Jessie J em 2013.

Depois do álbum Who You Are, Jessie J lançou seu segundo álbum de estúdio — Alive, em 20 de setembro de 2013. Jessie cantou algumas músicas do mesmo, no Rock In Rio, nas quais foram "Wild", "Alive", "It's My Party", "Excuse My Rude", dentre outras. Jessie J diz que tentou manter o novo álbum no mesmo nível de seu antecessor. Também realizou algumas performances de seu novo repertório de músicas em seu Google Hangout, quando a cantora estava no Rio de Janeiro, no qual os fãs podiam conversar ao vivo com Jessie e ainda fazer uma espécie de "Q&A" (Sigla em inglês para "Perguntas e Respostas").

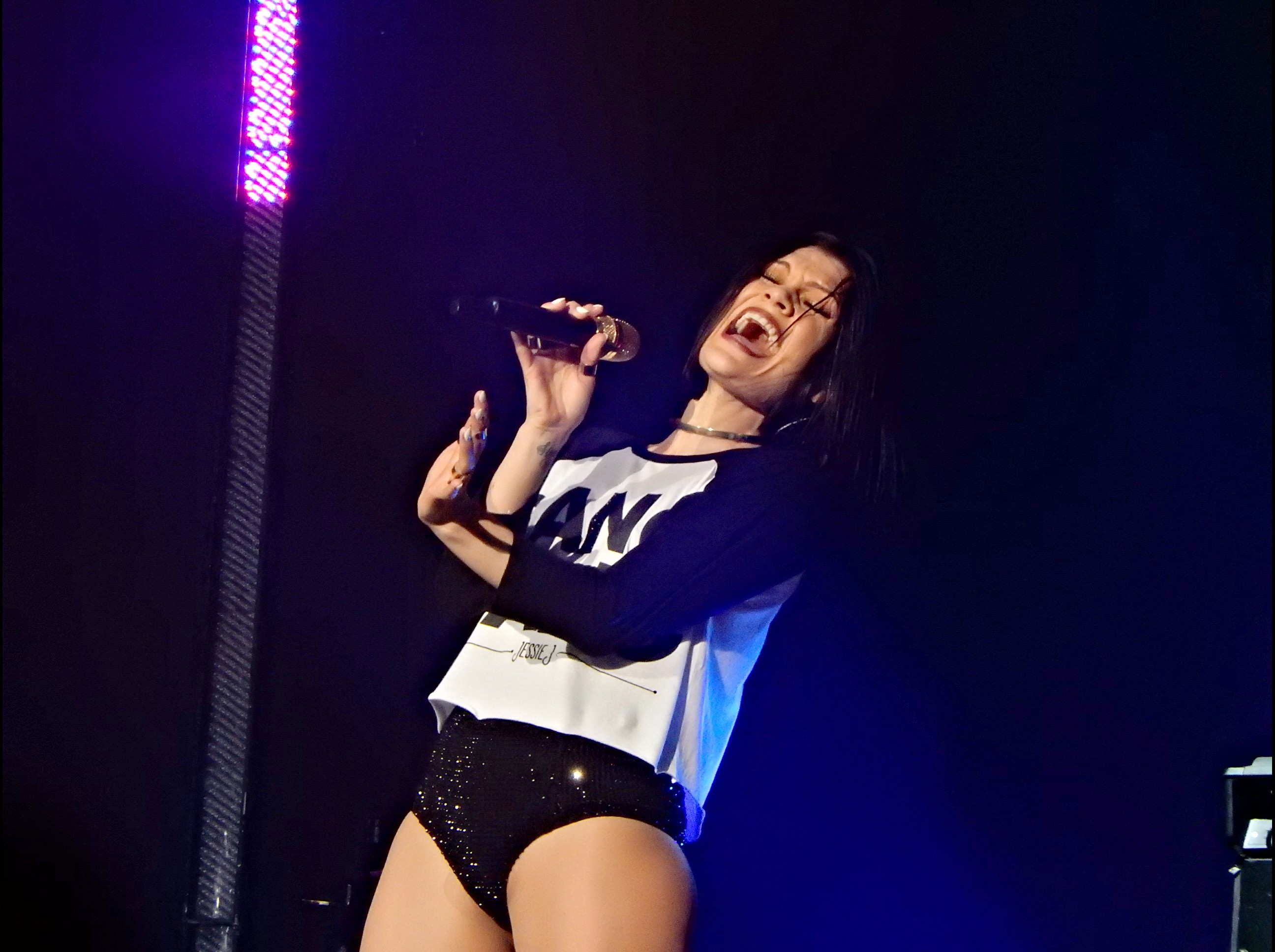
Jessie J em 2015

O mesmo conseguiu ficar entre os Top Charts do iTunes e, mesmo sendo pago, uma versão com todas as músicas do álbum saíram na Internet alguns dias antes, sendo prejudicial à cantora. Tem sua sua versão "Deluxe", com 5 músicas a mais que o álbum original.Retornando ao mercado musical, Jessie J deu início ao seu terceiro álbum de estúdio Sweet Talker, quando em julho lançou o primeiro single "Bang Bang" (Com Ariana Grande e Nicki Minaj). Em setembro de 2014 lançou "Burnin' Up", o segundo single do álbum.
A 1 de junho de 2014, atuou na sexta edição do Rock in Rio Lisboa, em Portugal, para um público de 80 mil pessoas.Em outubro de 2014, Jessie lançou versões acústicas de algumas músicas para promover seu álbum em sua conta na Vevo. Abrindo uma exceção, em novembro Jessie expôs uma parte de sua vida pessoal assumindo seu namoro com o cantor Norte Americano Luke James. Em dezembro, Jessie lançou o vídeo da música "Masterpiece", que antes foi single promocional para seu álbum. Chegou a atingir a posição #10 na Billboard 200. Em abril de 2015 lançou Flashlight, trilha sonora do filme de Pitch Perfect 2.
Em 2016, Jessie J se juntou ao elenco de vozes do Ice Age: Collision Course cantando a música tema "My Superstar" (escrito por Alexander Geringas e Nikki Leonti) com Tha Vill. A música acabou não sendo lançada como single e não foi incluída na trilha sonora.

### 2017–2018:R.O.S.E e The Singer
Em 11 de agosto de 2017, Jessie J lançou um novo single, "Real Deal", para a campanha publicitária da M & M. Em 12 de setembro, ela anunciou seu quarto álbum R.O.S.E. e o single "Think About That", que foi lançado em 15 de setembro de 2017 como o primeiro single do álbum. Quatro músicas do R.O.S.E. será lançado, com "Think About That" representando a realização. "Not My Ex", foi lançado como seu segundo single em 6 de outubro de 2017 e representa a obsessão e o terceiro single "Queen" foi lançado em 17 de novembro de 2017. Em outubro de 2017, Jessie J começou seu R.O.S.E. tour pela Europa e os EUA para promover seu próximo álbum.
Em janeiro de 2018, ela apareceu na sexta temporada do concurso de canto chinês The Singer 2018 e ganhou o show três meses depois como o primeiro vencedor internacional de sempre, com quase metade do total de votos do público chinês. Ela também estabeleceu um recorde ao vencer 5 rounds, com 3 rounds ganhos consecutivos até as finais. Ela também estabeleceu o recorde de maior classificação média (1,5), nunca tendo caído do top 3 em todas as rodadas disputadas (evitou desafios de repescagem já que ela nunca foi eliminada).
Em maio de 2018 seu quarto álbum de estúdio R.O.S.E. foi liberado. O álbum foi lançado como quatro EPs intitulados Realizations, Obsessions, Sex e Empowerment, criando um acrônimo para "R.O.S.E." O álbum se afastou do som pop ouvido em grande parte da sua música passada, em vez de assumir um estilo R&B. Em setembro de 2018, Jessie J anunciou o primeiro álbum de Natal intitulado This Christmas Day, que foi lançado em 26 de outubro de 2018. Jessie confirmou no 4º trimestre de 2018 que iria aparecer como treinadora no "The Voice Kids UK" ao lado de Pixie Lott, Danny Jones e will.i.am. Ela também afirmou em um Instagram Live que lançaria um álbum pop /soul em 2019.

### 2021–presente: Novo álbum de estúdio

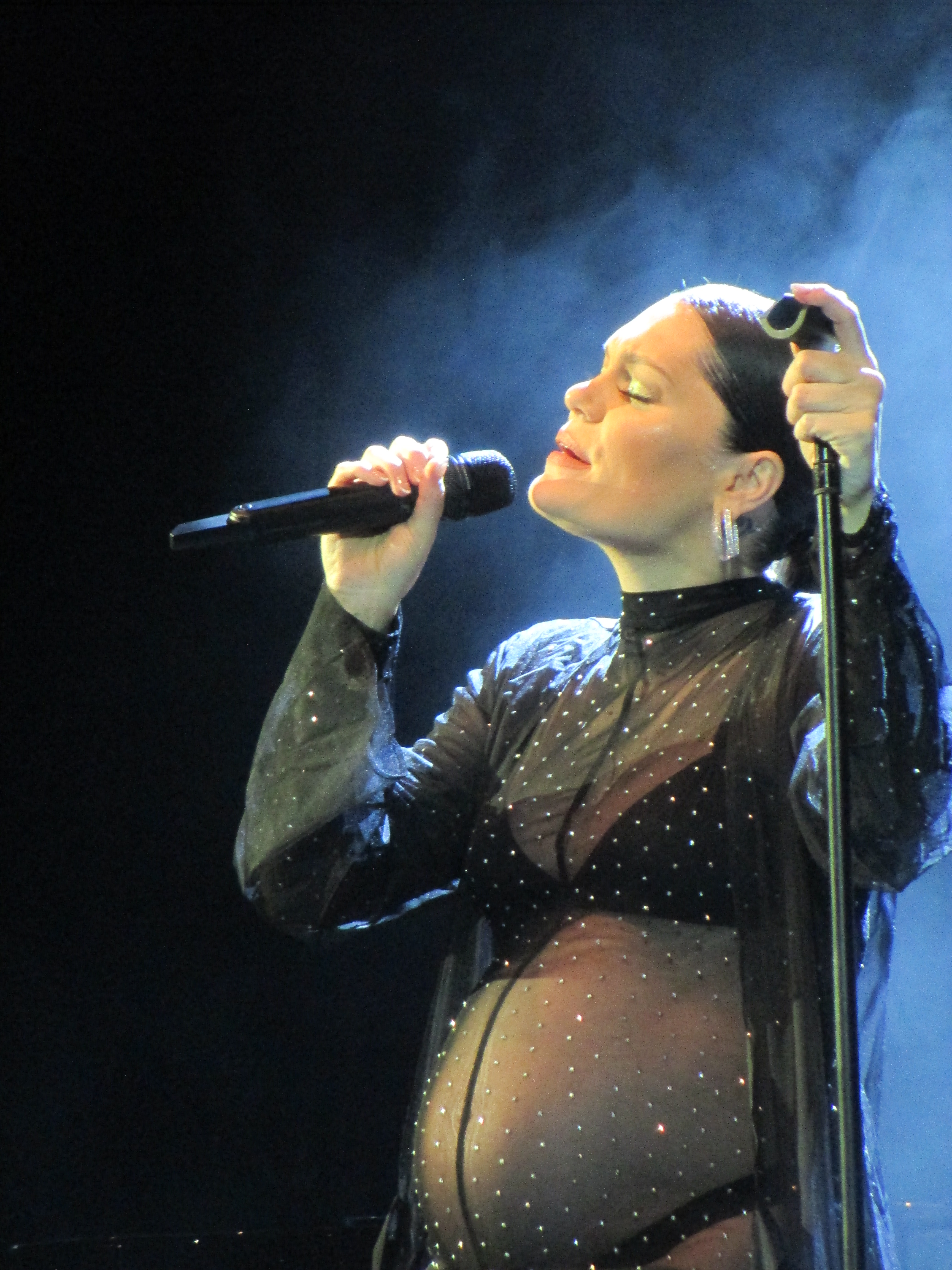
Jessie J em 2023

Em 2021, Jessie J lançou um novo single "I Want Love", que foi seguido por um diagnóstico da doença de Ménière e um aborto espontâneo. Em 2 de maio de 2022, Jessie J revelou que seu sexto álbum foi gravado, mas ela decidiu descartá-lo completamente depois de decidir que "não parecia certo". Ela também revelou que sua gravadora apoiou a decisão e a apoiou para começar a regravar o álbum em abril de 2022. Em termos de músicas gravadas anteriormente, Jessie J elaborou que algumas das músicas poderiam ser regravadas, descartadas ou alocadas em outro lugar, mas ela não tinha certeza se elas apareceriam no álbum. que ela havia saído com seu sexto gerente, sentindo que precisava de uma nova equipe interna.

#### Parcerias
Além da participação do rapper B.o.B na canção Price Tag, fez parceria também com o DJ David Guetta, nas músicas "Repeat" e "LaserLight". Jessie J colaborou também na música "Up" de James Morrison, na música "Remember Me" junto com o cantor Daley, e em "Calling All Hearts" de DJ Cassidy. Em seu segundo álbum "Alive", fez parcerias com Big Sean, Dizzee Rascal, Becky G, e Brandy. Em julho de 2014, Jessie lançou o single "Bang Bang", com parceiras de Ariana Grande e Nicki Minaj, entrando na Billboard Hot 100. Mais tarde lançou "Burnin' Up" com colaboração do rapper 2 Chainz cuja melhor posição na Billboard Hot 100 foi #86. Jessie já afirmou sua vontade de gravar algo com as cantoras Lady Gaga, Britney Spears, Beyoncé, Rihanna, Willow Smith e Taylor Swift.

## Características musicais

### Voz
Jessie é classificada como uma soprano lírico. Embora Jessie J tenha sido identificada como cantora de soul, ela grava principalmente músicas de R&B e pop music com influências de hip hop. O crítico de música Matthew Perpetua da Pitchfork Media comparou Jessie J aos seus colegas Adele e Amy Winehouse, mas sugeriu que estava perdendo algo: "Considerando que Adele e Winehouse também têm vozes poderosas, elas se encaixam em nichos estéticos claros e investem suas canções com profundidade e humanidade. Jessie J não tem nem uma fração de sua contenção ". Perpetua acrescentou: "Sua ideia de mostrar seu presente é atirar para um melisma estridente em "Mamma Knows Best", que faz com que Christina Aguilera pareça tão sutil quanto Joni Mitchell em comparação."
Ailbhe Malone, da revista de música NME, também reconheceu a "voz inegavelmente potente" de Cornish. No entanto, ela apontou a possível "crise de identidade" que pode ter sido causada pelo compositor de Jessie: "Este é um álbum de singles para outros artistas. Há Rihanna Jessie ('Do It ...'), Perry Jessie ('Abracadabra'). '), Pixie Jessie (' Mamma Knows Best'), Ellie Jessie ('Big White Room'). " Caroline Sullivan do The Guardian compartilhou sua opinião positiva sobre a cantora, dizendo que "se qualquer cantor tem potencial para ser a britânica Katy Perry ou Pink, com os milhões de vendas que acompanham, é ela". Sullivan também elogiou a atitude de Cornish: "[Suas músicas] são entregues com uma confiança que o dinheiro não pode comprar". Jessie J. foi comparada a Katy Perry, e expressou admiração pela música de Perry e sua ética de trabalho. Ela disse: "Seu trabalho duro, sua dedicação, e como ela lida com o mundo olhando para cada movimento dela, pessoalmente e profissionalmente, com tanta dignidade e força, é inspirador ".
O crítico de música da Entertainment Weekly, Adam Markovitz, disse sobre Jessie: "A britânica de 23 anos tem todas as ferramentas, de uma voz de monstro a uma orelha para ganchos - ela coescreveu 'Party in the USA' de Miley Cyrus - e uma mania persona que é partes iguais Katy Perry, Kristin Chenoweth e Alice Cooper ".
Jessie J chama seus fãs de "heartbeats", depois de sua Heartbeat Tour. De seus fãs, ela disse: "Eles são incríveis, e eles são a única razão pela qual eu estou aqui no VMA e as pessoas sabem quem eu sou ... Eles me apoiam e compram meus álbuns e singles, e eles estão fora dos hotéis, e eles vêm para shows, e eles fazem tatuagens das minhas letras e eles cortam seus cabelos como eu. Você tem que amar seus fãs. É por isso que eu os chamo de Heartbeats, porque sem eles eu não estaria aqui”.

## Vida pessoal
No início de 2011, Jessie J sofreu um ataque de pânico no palco depois que ela foi forçada a se apresentar no escuro. "Eu fiz um show recentemente e tive um ataque de pânico no palco", disse ela. "A noite se chamava 'Black Out' e eu tive que tocar no escuro. Pedi que acendessem as luzes e eles não acenderam. Eu estava no palco de breu e, como não conseguia ver nada, comecei entrar em pânico. Foi horrível ".
Questionada sobre sua bissexualidade em uma entrevista no programa de rádio "Em demanda" em 3 de março de 2011, Jessie J declarou: "Eu nunca neguei isso. Whoopie doo pessoal, sim, eu namorei garotas e namorei garotos - deixe isso para trás." Sophie Wilkinson, do The Guardian, argumentou que a sexualidade de Jessie J era valiosa para jovens adolescentes, especialmente para garotas inseguras de si mesmas por causa de sua sexualidade e identidade, para sentir "que isso acontece e isso é normal". Jessie J renunciou à sua bissexualidade, afirmando: "Para mim, foi uma fase. Mas não estou dizendo que a bissexualidade é uma fase para todos". Laura Kay, do jornal The Guardian, disse que, embora nunca negue a ninguém o direito de definir sua própria sexualidade, Jessie J renuncia à sua bissexualidade "parece uma perda para jovens gays ou questionadores que olham para ela", e se perguntou se a mensagem errada pode ter sido enviado porque a fase é "um termo inútil, pois é uma ideia que os gays se veem constantemente lutando".
Em 2014, Jessie J mudou-se de Londres para Los Angeles, Califórnia. Ela citou oportunidades de trabalho e insatisfação com o nível de foco no Reino Unido em sua vida pessoal, em vez de cantar, dizendo: "Na América, eles me veem como cantor, enquanto aqui sinto que as pessoas não apreciam minha voz". Em novembro de 2014, ela confirmou que estava namorando o cantor americano Luke James. No final de 2018 Jessie foi vista em clima de romance com o ator Channing Tatum, com quem se relacionou até o final de 2019. Após o término, Jessie e Channing Tatum reataram no início de 2020, mas a relação não prosperou. Jessie chegou a namorar o dançarino Max Pham Nguyen, durante parte do ano de 2021, mas recentemente afirmou que agora são apenas amigos. 
Ela se identifica como feminista e acredita que direitos iguais devem ser uma normalidade e que sua responsabilidade de ser mulher inclui "estar confiante e não ficar de pé por qualquer ego ou terno".
Jessie conheceu Chanan Safir Colman, que é jogador de basquete profissional, quando teve um aborto espontâneo em 2021. Em 12 de maio de 2023, Jessie, deu a luz a Sky Safir Cornish Colman e teve uma cesárea planejada, ela compartilhou a foto do filho nas suas redes sociais, após um mês do nascimento e desde então vem mostrando o crescimento de seu bebê.
Em julho de 2024, ela revelou que havia sido diagnosticada com transtorno obsessivo-compulsivo (TOC) e transtorno de déficit de atenção e hiperatividade (TDAH).
Em junho de 2025, ela passou por uma cirurgia para câncer de mama em estágio inicial.

## Discografia
- Who You Are (2011)
- Alive (2013)
- Sweet Talker (2014)
- R.O.S.E. (2018)

## Filmografia
| Ano           | Título              | Papel            | Notas                                  |
| ------------- | ------------------- | ---------------- | -------------------------------------- |
| 2011          | Saturday Night Live | Ela mesma        | Episódio: "Zach Galifianakis/Jessie J" |
| 2012–2013     | The Voice UK        | Mentora / Jurada | Temporadas 1–2                         |
| 2015–2016     | The Voice Australia | Mentora / Jurada | Temporadas 4–5                         |
| 2016          | Grease: Live        | Ato de abertura  | Especial de televisão                  |
| 2018          | Singer              | Contestante      | Competição de talento/Venceu.          |
| 2019–presente | The Voice Kids UK   | Mentor / Jurada  | 3ª temporada                           |

| Ano  | Título                    | Papel  | Notas |
| ---- | ------------------------- | ------ | ----- |
| 2016 | Ice Age: Collision Course | Brooke | Voz   |

## Prêmios e Indicações
| Ano  | Organização                         | Premiação                                        | Resultado |
| ---- | ----------------------------------- | ------------------------------------------------ | --------- |
| 2010 | BBC Sound of 2011                   | Sound of 2011                                    | Venceu    |
| 2011 | MTV Brand New 2011                  | Next Big Thing                                   | Indicado  |
| 2011 | 2011 BRIT Awards                    | Critics' Choice                                  | Venceu    |
| 2011 | 2011 Urban Music Awards             | Artist of the Year                               | Indicado  |
| 2011 | 2011 Urban Music Awards             | Best Album for Who You Are                       | Indicado  |
| 2011 | 2011 Urban Music Awards             | Best Female Artist                               | Venceu    |
| 2011 | 2011 Urban Music Awards             | Best Single for "Nobody's Perfect"               | Indicado  |
| 2011 | Popjustice Twenty Quid Music Prize  | British Pop Single for "Do It Like A Dude"       | Venceu    |
| 2011 | 2011 Glamour Awards                 | Woman of Tomorrow                                | Venceu    |
| 2011 | 2011 BT Digital Music Awards        | Best Newcomer                                    | Venceu    |
| 2011 | 2011 BT Digital Music Awards        | Best Female Artist                               | Venceu    |
| 2011 | 2011 BT Digital Music Awards        | Best Song for "Price Tag"                        | Venceu    |
| 2011 | 2011 BT Digital Music Awards        | Best Video for "Price Tag"                       | Indicado  |
| 2011 | 2011 MOBO Awards                    | Best Newcomer                                    | Venceu    |
| 2011 | 2011 MOBO Awards                    | Best Video for "Do It Like a Dude"               | Indicado  |
| 2011 | 2011 MOBO Awards                    | Best UK Act                                      | Venceu    |
| 2011 | 2011 MOBO Awards                    | Best Song for "Do It Like a Dude"                | Venceu    |
| 2011 | 2011 MOBO Awards                    | Best Album for Who You Are                       | Venceu    |
| 2011 | 2011 Capital FM Awards              | Best Role Model In Pop                           | Venceu    |
| 2011 | Australian Kids' Choice Awards 2011 | Fave Song for "Price Tag"                        | Indicado  |
| 2011 | BBC Radio 1 Teen Awards             | Best British Single for "Price Tag"              | Indicado  |
| 2011 | BBC Radio 1 Teen Awards             | Best Album for Who You Are                       | Indicado  |
| 2011 | BBC Radio 1 Teen Awards             | Best British Music Act                           | Indicado  |
| 2011 | 2011 Q Awards                       | Best Female Artist                               | Indicado  |
| 2011 | 2011 Q Awards                       | Best Video for "Do It Like a Dude"               | Venceu    |
| 2011 | 2011 Q Awards                       | Best Breakthrough Artist                         | Indicado  |
| 2011 | MTV Europe Music Awards             | Best New Act                                     | Indicado  |
| 2011 | MTV Europe Music Awards             | Best Push Act                                    | Indicado  |
| 2011 | MTV Europe Music Awards             | Best UK and Ireland Act                          | Indicado  |
| 2011 | 2011 Stonewall Awards               | Entertainer of the Year                          | Indicado  |
| 2012 | BRIT Awards de 2012                 | Melhor Canção Britânica para "Price Tag"         | Indicado  |
| 2012 | BRIT Awards de 2012                 | Melhor Artista Revelação                         | Indicado  |
| 2012 | BRIT Awards de 2012                 | Melhor Artista Feminina Britânica                | Indicado  |
| 2012 | Glamour Awards                      | UK Solo Artist                                   | Venceu    |
| 2012 | MOBO Awards                         | Best British Female Artist                       | Venceu    |
| 2012 | MTV Europe Music Awards             | Best UK/Ireland Act                              | Indicado  |
| 2012 | MTV Video Play Awards               | 2× Platinum para "Price Tag"                     | Venceu    |
| 2012 | NewNowNext Awards                   | Brink of Fame:Music Artist                       | Indicado  |
| 2012 | NRJ Music Awards                    | New International Artist of The Year             | Indicado  |
| 2012 | Silver Clef Awards                  | Royal Albert Hall Best British Act Award         | Venceu    |
| 2012 | UK Music Video Awards               | Choosing People para "Domino"                    | Indicado  |
| 2013 | BRIT Awards                         | Melhor Canção Britânica para Domino              | Indicado  |
| 2013 | Glamour Awards                      | Editors Choice                                   | Venceu    |
| 2013 | MOBO Awards                         | Best Female Act                                  | Indicado  |
| 2014 | Billboard Women in Music            | Powerhouse                                       | Venceu    |
| 2014 | BRIT Awards                         | Melhor Artista Feminina Britânica                | Indicado  |
| 2014 | MOBO Awards                         | Best Female Act                                  | Venceu    |
| 2014 | World Music Awards                  | World's Best Entertainer                         | Indicado  |
| 2014 | World Music Awards                  | World's Best Female Artist                       | Indicado  |
| 2014 | World Music Awards                  | World's Best Live Act                            | Indicado  |
| 2014 | World Music Awards                  | World's Best Album para Alive                    | Indicado  |
| 2014 | World Music Awards                  | World's Best Video para "Thunder"                | Indicado  |
| 2014 | World Music Awards                  | World's Best Song para "Thunder"                 | Indicado  |
| 2014 | World Music Awards                  | World's Best Video para "Wild"                   | Indicado  |
| 2014 | World Music Awards                  | World's Best Song para "Wild"                    | Indicado  |
| 2015 | ASCAP Pop Music Awards              | Most Performed Songs para "Bang Bang"            | Venceu    |
| 2015 | Grammy Awards                       | Best Pop Duo/Group Performance para "Bang Bang"  | Indicado  |
| 2015 | iHeartRadio Music Awards            | Best Collaboration para "Bang Bang"              | Venceu    |
| 2015 | International Dance Music Awards    | Best Commercial/Pop Dance Track para "Bang Bang" | Indicado  |
| 2015 | Kids' Choice Awards                 | Best UK act                                      | Indicado  |
| 2015 | Kids' Choice Awards                 | New Artist of The Year                           | Indicado  |
| 2015 | Kids' Choice Awards                 | Song of The Year para "Bang Bang"                | Venceu    |
| 2015 | MTV Video Music Awards              | Best Collaboration para "Bang Bang"              | Indicado  |
| 2015 | People's Choice Awards              | Favourite Pop Artist                             | Indicado  |
| 2015 | People's Choice Awards              | Favourite Song para "Bang Bang"                  | Indicado  |
| 2016 | BRIT Awards                         | Vídeo Britânico para "Flashlight"                | Indicado  |